# Jack Angel
Jack Angel (Modesto, 24. listopada, 1930. – 19. listopada 2021.), je američki glumac.

## Vanjske poveznice
- Jack Angel na Imdb